# Kinross House
Kinross House é uma casa de campo do século XVII com vista para Loch Leven, perto Kinross em Perth and Kinross, Escócia. A construção da casa foi iniciada em 1686, pelo arquiteto sir William Bruce como sua própria casa. É considerado como um dos seus melhores trabalhos, e foi chamado por Daniel Defoe "a peça mais bonita e regular de arquitetura na Escócia". A casa, que é sem dúvida o mais importantes mansões clássica na Escócia, mantém a maior parte de sua decoração interna original.
Kinross House foi destaque na série de TV da BBC The Country House Revealed (2011) e How We Built Britain (2007).